# Distretto di Ilam
Il distretto di Ilam (in nepalese इलाम जिल्ला|इलाम जिल्ला ) è uno dei 77 distretti del Nepal, in seguito alla riforma costituzionale del 2015 fa parte della Provincia di Koshi. 
Il capoluogo è la città di Ilam.
Geograficamente il distretto appartiene alla zona collinare delle Mahabharat Lekh.
Il principale gruppo etnico presente nel distretto sono i Rai.

## Municipalità
Il distretto è diviso in dieci municipalità, quattro urbane e 6 rurali.
| No. | Tipo      | Nome             | Nepali | Abitanti (2011) | Superficie |
| --- | --------- | ---------------- | ------ | --------------- | ---------- |
| 1   | Urban     | Ilam             | इलाम    | 48536           | 173.32     |
| 2   | Urban     | Deumai           | देउमाई   | 32927           | 191.63     |
| 3   | Urban     | Mai Municipality | माई     | 32576           | 246.11     |
| 4   | Urban     | Suryodaya        | सूर्योदय  | 56691           | 252.52     |
| 5   | Rural     | Phakphokthum     | फाकफोकथुम | 21,619          | 108.79     |
| 6   | Rural     | Mai Jogmai       | माईजोगमाई | 21,044          | 172.41     |
| 7   | Rural     | Chulachuli       | चुलाचुली   | 20,820          | 108.46     |
| 8   | Rural     | Rong             | रोङ     | 19,135          | 155.06     |
| 9   | Rural     | Mangsebung       | माङसेबुङ  | 18,503          | 142.41     |
| 10  | Rural     | Sandakpur        | सन्दकपुर | 16,065          | 156.01     |
|     | Distretto | Ilam             | ईलाम    |                 | 290254     |